# Недайборщ Петро Йосипович
Петро Йосипович Недайборщ (?, тепер Полтавської області — ?) — український радянський діяч, новатор виробництва, будівельник, бригадир штукатурів Полтавського спецуправління тресту «Полтавжитлобуд» Полтавської області. Депутат Верховної Ради УРСР 5—6-го скликань.

## Біографія
З 1940-х років — штукатур, бригадир штукатурів будівельного управління № 3 Полтавського обласного будівельного тресту; бригадир комплексної бригади комуністичної праці штукатурів Полтавського будівельного управління «Опоряджбуд» тресту «Полтавжитлобуд» Полтавської області. Ударник комуністичної праці.

## Нагороди
- орден Леніна
- ордени
- медалі